# Белокочанная капуста
Белокочанная капуста — овощная культура, ценный и широко распространённый пищевой продукт. Употребляется в пищу в свежем виде, в составе горячих блюд, используется для квашения и маринования. С ботанической точки зрения — один из культурных сортотипов вида Капуста огородная. Ранее выделялась как самостоятельная ботаническая разновидность этого вида — Brassica oleracea var. capitata L. При современном подходе в соответствии с правилами МКБН корректным названием группы сортов является Brassica oleracea Capitata Group.

## Описание и товароведные характеристики
Капустный кочан представляет собой стебель-кочерыгу, на которой расположены плотно свитые листья, прикрывающие боковые и верхушечную ростовые почки. Кочаны белокочанной капусты могут быть круглыми, округло-плоскими, конусовидными. Кочерыга может входить в кочан на глубину от 1/3 до 2/3 его толщины. Листья капусты покрыты восковым налётом, слой которого толще на наружных листьях и увеличивается при хранении. Плотность кочанов зависит от количества листьев и плотности тканей капусты. Качественные кочаны плотные, вполне сформировавшиеся, весом не менее 0,4 кг для ранних сортов и не менее 0,7 кг для средних и поздних.
К достоинствам капусты несомненно относятся её способность долго храниться, пригодность для переработки (квашения и консервирования), а также наличие множества сортов разных сроков созревания. Белокочанная капуста — высокоурожайный и широко распространённый овощ.
Срок хранения средних сортов белокочанной капусты 2-3 месяца, поздних — 6-7 месяцев, ранние сорта хранятся до 2 недель. Лучше хранятся плотные кочаны, а также те, у которых сохранены 2-3 свободно прилегающих покровных листа. Оптимальная температура хранения −1 °C при влажности воздуха около 95 %. Хранение при повышенной температуре ускоряет прорастание почек, а снижение влажности способствует увяданию листьев.
Разные сорта капусты имеют разную лёжкость, которая зависит от свойственного сорту периода покоя почек. В процессе хранения капусты почки развиваются и прорастают, кочерыга удлиняется, проросшие кочаны растрескиваются. Такая капуста не может храниться далее. Дольше хранятся осенние и поздние сорта капусты.

## Химический состав
Белокочанная капуста характеризуется высоким содержанием воды. Углеводы в составе капусты представлены сахарозой и моносахаридами. Белки капусты отличаются повышенным содержанием серы, кроме того, имеются свободные аминокислоты. Содержание органических кислот невелико (0,1-0,3 %), преобладает лимонная кислота. Содержание питательных веществ выше в кочерыге, но в процессе хранения кочанов они перераспределяются в листья и почки.
Высокое содержание серы в минеральных и органических соединениях в составе капусты (глюкозинолатах) придаёт ей слегка горьковатый вкус. Эти вещества расщепляются при тепловой обработке или квашении, при этом образуются вещества со специфическим неприятным запахом. Содержание глюкозинолатов ниже в ранних сортах капусты и в крупных кочанах.

## История
Белокочанная капуста возделывается с давних времён. Имеются документальные свидетельства, что белокочанная капуста была широко распространена в Древнем Риме в I веке н. э. В III веке н. э. кочанная капуста возделывалась в Малой Азии, о ней пишет и Византийская сельскохозяйственная энциклопедия X в. С территории Передней Азии кочанная капуста распространилась к востоку в страны Центральной Азии и в Закавказье. На территориях, заселённых восточными славянами и вошедших позднее в состав Киевской Руси белокочанная капуста, по всей видимости, имелась уже к XI веку в результате греческой колонизации Причерноморья и торговых связей с Византией. Южные и западные славяне также получили кочанную капусту от греческих и римских предшественников при расселении в VI—VII веках, о чём свидетельствует лингвистический анализ. В западноевропейских источниках самое раннее упоминание кочанной капусты относится к XIII веку. К началу XVI века кочанная капуста выращивалась на всей территории центральной и северозападной Европы. Европейские переселенцы завезли капусту и в Новый Свет.
В древнерусских письменных источниках капуста упоминается в «Изборнике Святослава» (1073), «Уставной грамоте» смоленского князя Ростислава Мстиславовича (1150), «Студийском церковном и монастырском уставе» (1193). В XIII—XVII веках капуста широко распространилась и прочно вошла в повседневную жизнь в русских землях. «Домострой» (XVI век) наставлял домовладельцев варить капусту летом и солить её осенью, а не имеющим угодий предписывал покупать и запасать капусту на зиму. Осеннее соление капусты происходило в громадных масштабах, некоторые монастыри закупали капусту тысячами штук, квашеная капуста продавалась бочками. Заготовками занималось и население. Корнелис де Брюйн, побывавший в Москве в 1702 году, писал: «В Московии кочанная белая капуста произрастает в изобилии, русские заготавливают её большие запасы, простолюдины едят её два раза в день». В XVIII веке выращивание белокочанной капусты распространилось в Сибири.
В отличие от стран Европы и Азии, где выращивали и потребляли и другие разновидности капусты, в России изначально возделывалась только белокочанная капуста. Многовековой опыт выращивания капусты привёл к образованию множества местных сортов высокого качества. Так, в XVIII веке был популярен сорт «Капорская» с чрезвычайно плотными кочанами; зарубежные ботаники назвали её «Русская белая, мелкая капуста». Только в XVII веке отмечено появление краснокочанной капусты, а другие разновидности капусты (кольраби, савойская и др.) были завезены в Россию из Западной Европы лишь в XVIII—XIX веках.

## Использование
Белокочанная капуста используется в кулинарии для приготовления салатов, супов, щей, борщей, солянок, гарниров в тушёном и отварном видах, обжаривания в панировке или фритюре, из неё готовят голубцы, начинки для пирогов. Поздние сорта белокочанной капусты можно сушить, замораживать, мариновать и квасить.
Белокочанная капуста и сок из неё используются в диетическом и лечебном питании.

## Сушёная белокочанная капуста
Сушёная капуста, наряду со свежей, используется для приготовления первых и вторых блюд, гарниров, начинок для пирогов. Блюда из сушёной капусты практически не отличаются от блюд из свежей капусты, а хранится сушёная капуста намного лучше.
Для сушки пригодны только поздние и средние сорта капусты. Капусту освобождают от верхних листьев и кочерыги и шинкуют стружкой шириной 3-5 мм. На сушильных предприятиях свежую или бланшированную капустную стружку сушат нагретым воздухом до влажности не выше 14 %. В процессе сушки содержание витамина C в капусте снижается почти на 40 %, теряются и некоторые другие питательные вещества, поэтому блюда из сушёной капусты имеют менее сладкий вкус. При сушке бланшированной капусты питательная ценность снижается меньше. Сыросушёная капуста белая или светло-жёлтая, бланшированная сушёная капуста по цвету и структуре напоминает варёную капусту.
При оптимальных условиях — температуре не выше 20 °C и влажности не более 75 % — сушёная капуста может храниться полтора-два года. Бланшированная сушёная капуста сохраняет свойства свежей капусты дольше и, помимо этого, разваривается быстрее, чем сыросушёная.
- Белокочанная капуста: разрезанные кочаны
- Кочан капусты без наружных листьев
- Салат из свежей капусты
- Польский бигос
- Голубцы
- Суп из капусты